# 川島小網町
川島小網町（かわしまこあみまち）は、岐阜県各務原市の地名。丁番を持たない単独町名である。

## 地理
各務原市の南西部の川島地区に位置し、川島地区の東端（木曽川上流部）である。木曽川は川島小網町で2つ（木曽川本流・南派川に分流する。南派川が愛知県との境となる。
町域の東部は下切町及び愛知県江南市、西部は川島松倉町、川島竹早町、川島河田町、南部は愛知県江南市、北部は上中屋町、松本町、川島松倉町に接する。
木曽川本流には各務原大橋があり上中屋町と、南派川には神明小網橋があり愛知県江南市と結んでいる。
道路
- 各務原大橋通り

### 小字
※明治後期から昭和初期に作成された「羽島郡川島村大字ごとの字地図」による
- 牛屋敷
- 高塚
- 五軒割
- 宮北
- 松原
- 乙村西
- 祓川
- 堤東
- 堤北
- 堤南
- 猿尾外
- 辻野
- 乙宮西
- 北小網
- 少林寺
- 少林寺前川原
- 前川原
- 標場東
- 本田浦
- 上野島

## 歴史
江戸時代は羽栗郡小網島村であり、旗本坪内氏領（一部尾張藩領）であった。
1874年（明治7年）3月に各務郡小網島村を編入するが、同年9月に羽栗郡上中屋村に編入される。1880年（明治13年）8月に上中屋村から分立し、羽栗郡小網島村となる。1889年（明治22年）7月1日に松倉村、河田島村、笠田村、小網島村、松原島村の5ヶ村が合併し川島村が成立。大字小網島村となる。
1956年（昭和31年）10月1日に町制施行により川島町となると同時に小網町に改称。1970年（昭和45年）11月6日には河田町の一部、松倉町の一部、小網町の一部をもって竹早町が成立。
2004年（平成16年）11月1日、川島町が各務原市に編入されると同時に川島小網町に改称する。

## 世帯数と人口
2024年（令和6年）4月1日現在の世帯数と人口は以下の通りである。
| 町丁       | 世帯数  | 人口    |
| ---------- | ------- | ------- |
| 川島小網町 | 834世帯 | 2,048人 |

## 小・中学校の学区
市立小・中学校に通う場合、学区は以下の通りとなる。
| 番・番地等 | 小学校               | 中学校               |
| ---------- | -------------------- | -------------------- |
| 全域       | 各務原市立川島小学校 | 各務原市立川島中学校 |

## 交通
- 各務原市ふれあいバス川島線

## 主な施設
- 岐阜県消防学校
- 岐阜県広域防災センター
- 川島スポーツ公園
- 小網町公民館
- 神明神社 - 川島小網町2136に鎮座
- 神明神社 - 旧・村社。川島小網町2054に鎮座
- 観音寺

2010年頃廃寺。2024年現在は神明神社の境内の一部である。